# 延安爱情
《延安爱情》是东方卫视在2011年首播的一部电视剧，以抗日战争为历史背景，描述了剧中人物彭登科和苏贞跨越一生的爱情纠葛。该剧于2010年4月7日开机拍摄。

## 主创
- 出品公司：
  - 浙江广播电视集团
  - 浙江影视集团
  - 中国国际电视总公司
  - 杭州文广集团
  - 北京时代东华文化传播有限公司
  - 华谊兄弟传媒集团
- 制片人：叶进军
- 导演：曹保平
- 摄影：陶诗伟
- 录音：顾长宁

## 演员
- 殷　桃 饰演 苏　贞
- 邓　超 饰演 彭登科
- 尹国华 饰演 关文波
- 马　静 饰演 倪　蓓
- 颜　南 饰演 王新语
- 宋晓英 饰演 陈太太
- 黑　子 饰演 纪队长
- 梁同裕 饰演 彭祖康
- 李小川 饰演 彭禄达
- 冯国强 饰演 郑大龙
- 王砚辉 饰演 严主任（严冬山）
- 王沐溪 饰演 许大姐
- 李万年 饰演 贺宝善
- 范金轩 饰演 贺世才
- 吴京安 饰演 苏方平
- 孙　磊 饰演 纪队长
- 李子轩 饰演 陈副官

## 奖项
第２９届中国电视剧飞天奖长篇电视剧三等奖。